# Chikkakrimanahalli, Bangarapet
Chikkakrimanahalli là một làng thuộc tehsil Bangarapet, huyện Kolar, bang Karnataka, Ấn Độ.